# Cataleptodius floridanus
Cataleptodius floridanus är en kräftdjursart som först beskrevs av Lewis Reeve Gibbes 1850.  Cataleptodius floridanus ingår i släktet Cataleptodius och familjen Xanthidae. Inga underarter finns listade i Catalogue of Life.